# Hispasat 30W-6
Hispasat 30W-6 (inicialment Hispasat 1F) és un satèl·lit de comunicacions espanyol gestionat per Hispasat que fou llançat amb un Falcon 9 full thrust el 6 de març de 2018. Havia de substituir l'Hispasat 1D a 30° Oest longitud i oferirà serveis per a televisió, banda ampla, xarxes corporatives i altres aplicacions de telecomunicacions. El satèl·lit disposa de 4 motors de propulsió de plasma SPT-100.
Aquesta missió també va portar una petita demostració tecnològica de 90 quilograms anomenada Payload Orbital Delivery Satellite System (PODSat), que es va desplegar de la seva nau mare quan estava en una òrbita de transferència suboestacionària.

## Galeria

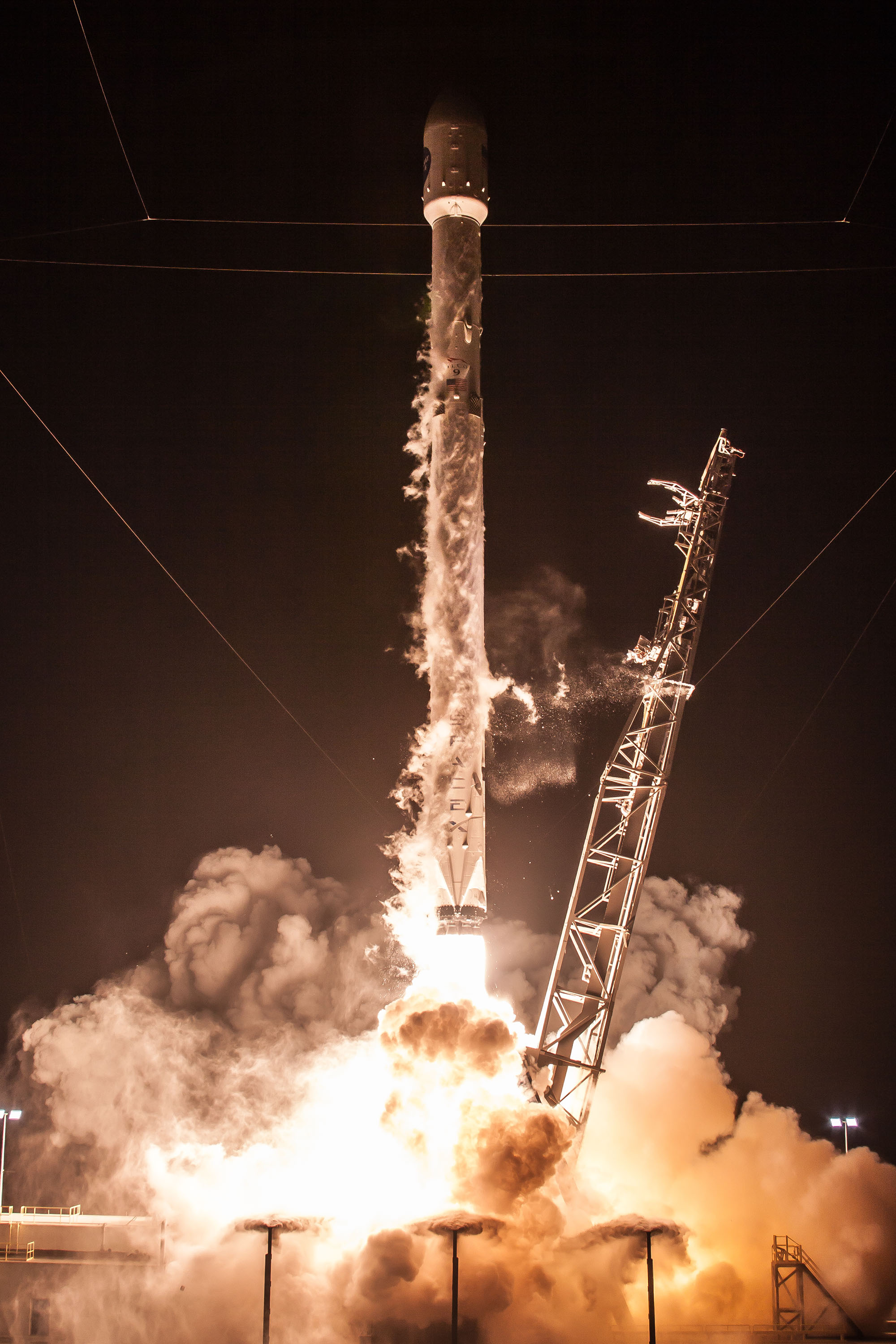
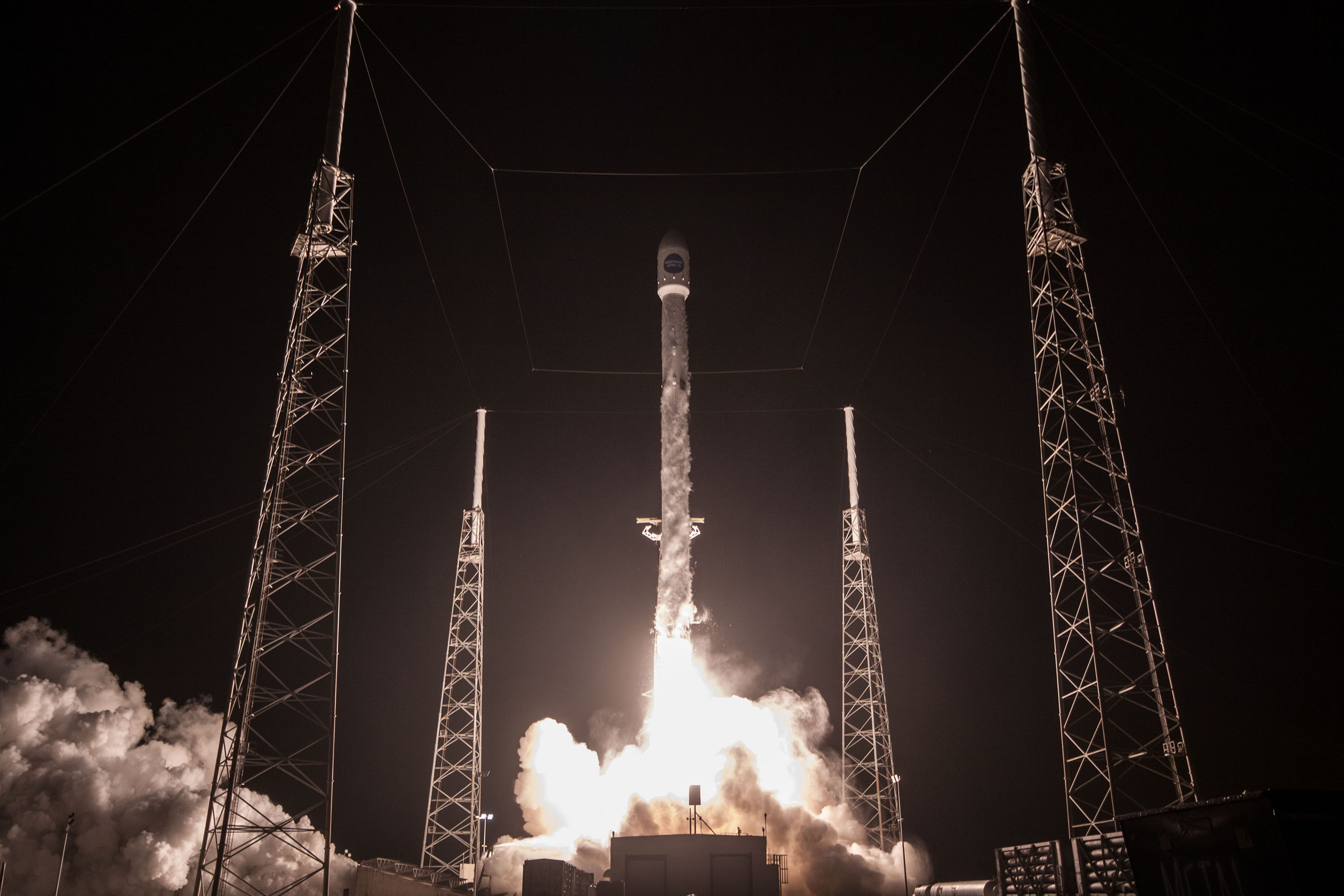
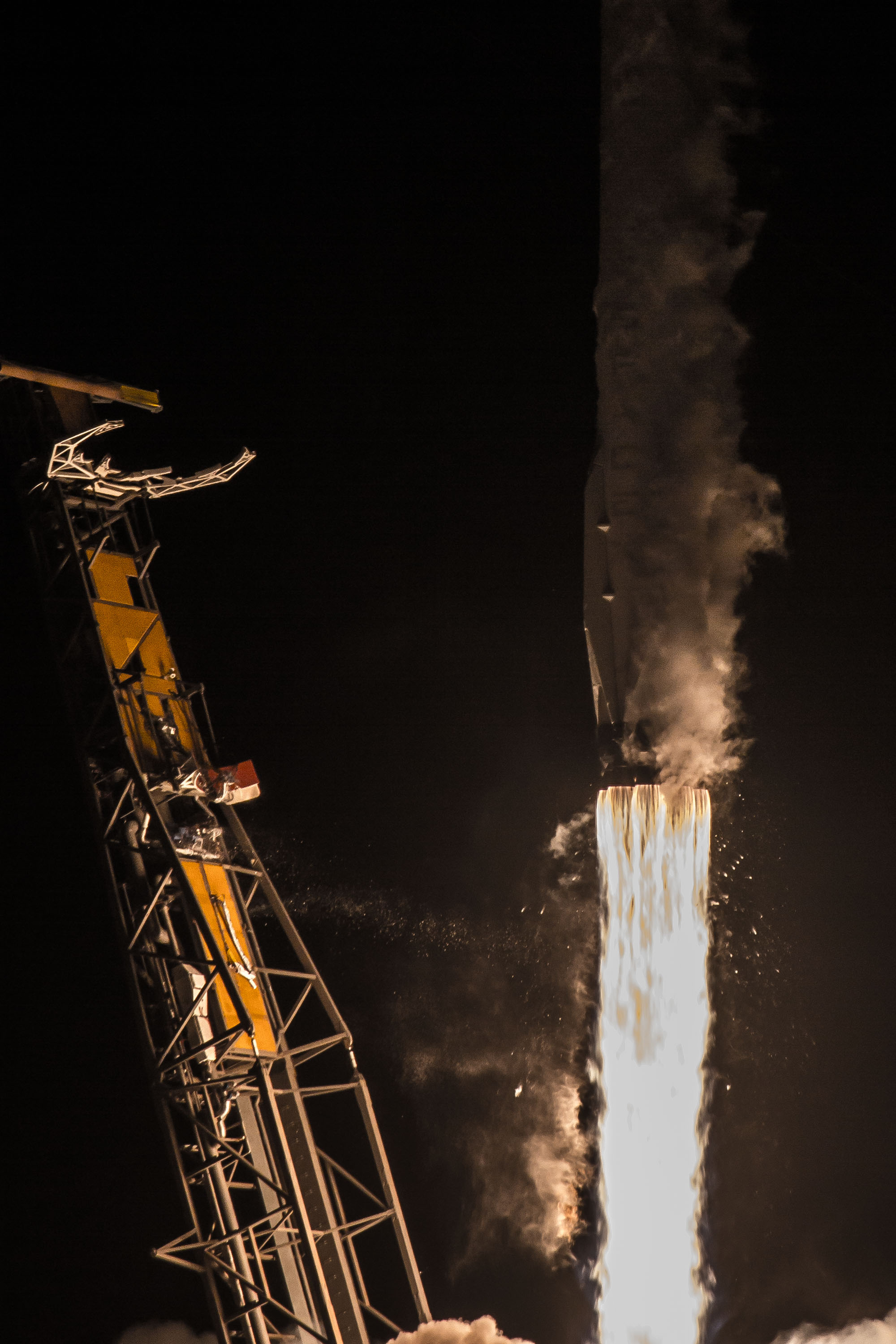
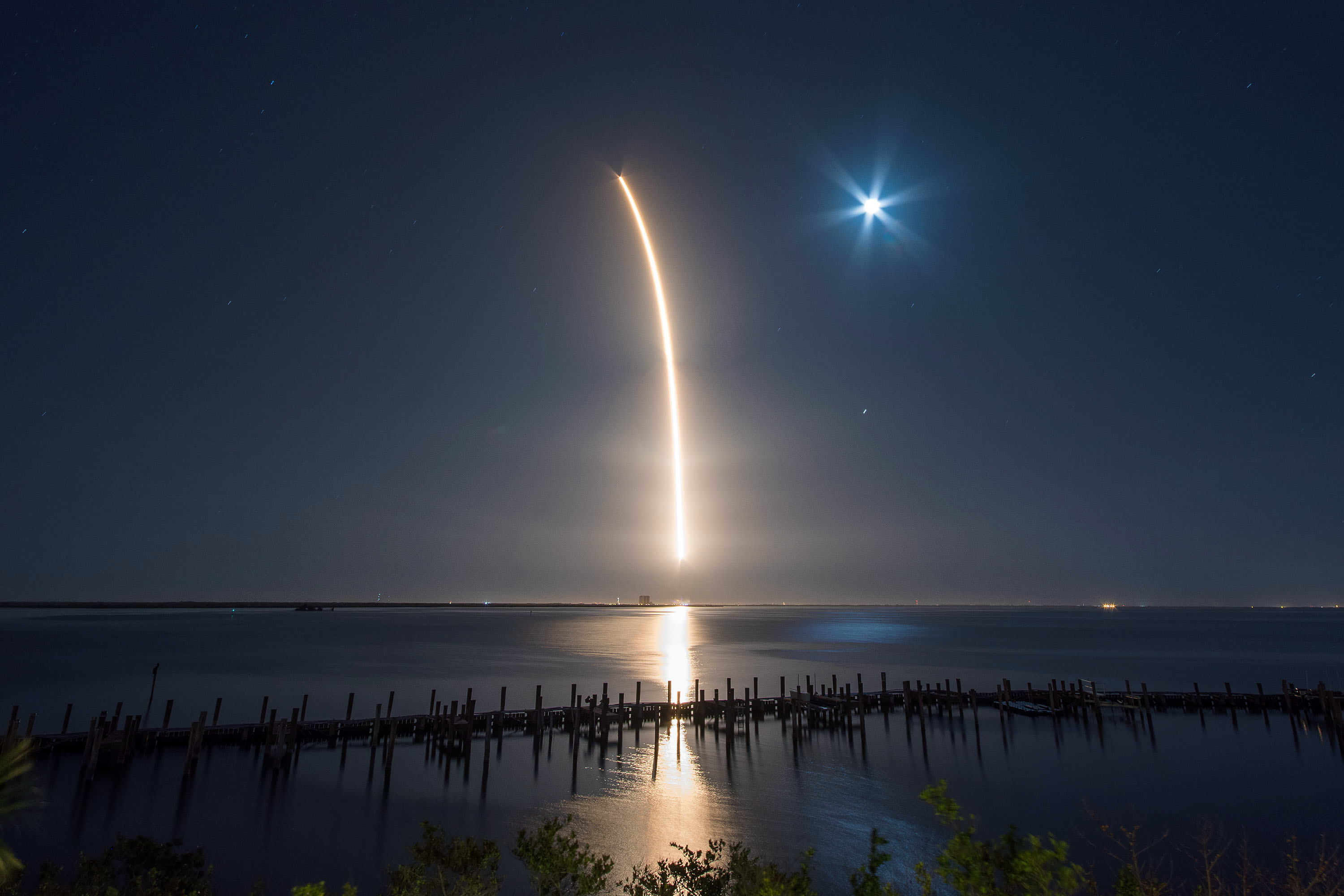